# John Muirhead Macfarlane
John Muirhead Macfarlane ( 1855–1943) fue un botánico escocés. Nació y se educó en Escocia, donde llegó a ocupar varias cátedras en la Universidad de Edimburgo antes de emigrar a Estados Unidos para asumir la cátedra en la Universidad de Pensilvania en 1893, en donde permanece hasta su retiro en 1920. Desempeñó un importante papel en la organización y diversificación del jardín botánico de la Universidad de Pensilvania.

## Algunas publicaciones
- De Adolf Engler El Reino de las PLantas editó Macfarlane con la Familia de Nepenthaceae, 1908

- Sarraceniaceae, 1908

- Cephalotaceae, 1911.

- A comparison of the minute structure of plant hybrids with that of their parents, and its bearing on biological problems. Grant, Edinburgh 1892

- The causes and course of organic evolution: a study of bioenergics (Las causas y el curso de la evolución orgánica. Un estudio en bioenergía). MacMillan, New York 1918, Online

- The quantity and sources of our petroleum supplies: a review and a criticism. Noel Printing, Philadelphia 1931

- The evolution and distribution of flowering plants (Apocynaceae, Asclepiadaceae). Mehrbändig, Noel Printing, Philadelphia 1933

- The evolution and distribution of fishes, Fishes the source of petroleum y The quantity and sources of our petroleum supplies

## Honores

### Eponimia
- (Myricaceae) Morella × macfarlanei (Youngken) Kartesz[1]

- (Orchidaceae) Aporopsis macfarlanei (F.Muell.) M.A.Clem. & D.L.Jones[2]
- La abreviatura «Macfarl.» se emplea para indicar a John Muirhead Macfarlane como autoridad en la descripción y clasificación científica de los vegetales.[3]

## Otras lecturas
- Zander. Diccionario de Nombres de Plantas. Ulmer Verlag, Stuttgart, 17ª ed. 2002, 961 pp. ISBN 3-8001-3573-6

- J. T. White. National cyclopedia of American biography. White, Pennsylvania 1964